# Oskar Hollmann
Oskar Hollmann (* 13. September 1897 in Gevelsberg oder Schwelm; † 2. Mai 1956 in Ost-Berlin) war ein deutscher Politiker (KPD, später SED). Er war von 1929 bis 1933 Mitglied der Berliner Stadtverordnetenversammlung und war 1945 stellvertretender Bezirksbürgermeister von Berlin-Neukölln.

## Leben
Oskar Hollmann, zehntes Kind des österreichischen Porzellan- und Glasmalers Franz Hollmann, machte eine Lehre als Schriftenmaler und trat währenddessen 1912 in den Verein der Lehrlinge und jugendlichen Arbeiter Berlins ein. Danach arbeitete er von 1915 bis 1917 in der Rüstungsindustrie und wurde dann bei der österreichisch-ungarischen Armee zum Kriegsdienst eingezogen. Ab 1918 war er als Kohlenarbeiter bei der Deutschen Reichsbahn auf dem Anhalter Bahnhof in Berlin tätig. Zu dieser Zeit trat er der Gewerkschaft Deutscher Eisenbahnerverband ein und wurde schon 1919 in den Betriebsrat gewählt. 
Im Jahr 1919 trat er zudem zunächst in die Unabhängige Sozialdemokratische Partei Deutschlands ein, wechselte aber 1923 zur Kommunistischen Partei Deutschlands und erhielt 1924 die deutsche Staatsbürgerschaft. Bei der KPD fungierte er erst als Zellenleiter am Anhalter Bahnhof und später als Mitglied der Bezirksleitung Berlin-Brandenburg. Aufgrund seiner kommunistischen Überzeugungen wurde 1928 er von seiner Gewerkschaft, welche zwischenzeitlich in Einheitsverband der Eisenbahner umbenannt worden war, als Mitglied ausgeschlossen. So gehörte er der Revolutionären Gewerkschafts-Opposition an und wirkte zeitweise in deren Reichsleitung.
Hollmann wurde im November 1929 zum Mitglied der Berliner Stadtverordnetenversammlung gewählt. Er wurde im März 1933 als solches wiedergewählt, jedoch wurde ihm wie allen Kommunisten das Mandat durch Ausschluss von der neuen Versammlung entzogen. Stattdessen wurde er Anfang März 1933 festgenommen und für vier Monate festgehalten. Mittlerweile hatte ihn die Reichsbahn fristlos entlassen und seine Einbürgerung wurde 1935 widerrufen. Durch die Staatenlosigkeit hatte er Schwierigkeiten, eine Aufenthaltserlaubnis zu bekommen. Da seine Frau Margarete (* 14. August 1902; † 5. Mai 1987) im Jahr 1937 eine Beschäftigung als Buchhalterin fand, konnte er die Heimarbeit übernehmen. 
Mit der Eingliederung von Österreich in das Großdeutsche Reich bekam er 1938 dessen Staatsbürgerschaft und besuchte nach einer schweren Erkrankung 1939 eine private Handelsschule. Er bekam 1941 Arbeit als Angestellter bei der Lichterfelder Ersatzkasse. Durch die Aktion Gewitter wurde er jedoch im August 1944 erneut verhaftet und für drei Wochen im KZ Sachsenhausen festgehalten. Im Dezember 1944 wurde er schließlich zur Wehrmacht eingezogen.
Hollmann wurde nach der Befreiung vom Nationalsozialismus von der sowjetischen Besatzungsmacht Ende April 1945 als stellvertretender Bezirksbürgermeister von Berlin-Neukölln und Ende 1945 als Bezirksrat und Leiter der Personalabteilung im Bezirksamt Neukölln eingesetzt. Er trat der KPD wieder bei, wurde 1946 Mitglied der SED und arbeitete später Bundesvorstand des FDGB und war Mitglied des Sekretariats des ZV der IG Eisenbahn bzw. stellvertretender Leiter der Abteilung Finanzen. Danach war er als Leiter der Abteilung Kader im Ministerium für Arbeit und Berufsausbildung der DDR tätig.